# سيريل ستيل
سيريل ستيل (بالإنجليزية: Cyril Steele)‏ هو لاعب كرة قدم أسترالية أسترالي، ولد في 11 يونيو 1891 في Auburn, Victoria ‏ في أستراليا، وتوفي في 18 يناير 1939 في Werribee River ‏ في أستراليا بسبب غرق.

## وصلات خارجية
- سيريل ستيل على موقع AustralianFootball.com (الإنجليزية)
- سيريل ستيل على موقع AFLtables.com (الإنجليزية)